# Flávio Amado
Flávio, teljese nevén Flávio da Silva Amado (Luanda, 1979. december 30. –) angolai válogatott labdarúgó.

## Pályafutása
1999 és 2005 között az Atlético Petróleos de Luanda, 2005 és 2009 között az egyiptomi Al Ahly, 2009 és 2011 között a szaúdi Al-Shabab, 2011–12-ben a belga Lierse labdarúgója volt. 2012-ben visszatért az Atlético Petróleos de Luanda csapatához, ahol 2014-ben fejezte be az aktív labdarúgást.
2000 és 2014 között 73 alkalommal szerepelt a angolai válogatottban és 30 gólt szerzett. Részt vett a 2006-os világbajnokságon.

## Fordítás
- Ez a szócikk részben vagy egészben  a   Flávio Amado című angol Wikipédia-szócikk fordításán alapul.  Az eredeti cikk szerkesztőit annak laptörténete sorolja fel. Ez a jelzés csupán a megfogalmazás eredetét és a szerzői jogokat jelzi, nem szolgál a cikkben szereplő információk forrásmegjelöléseként.